# فلوسنبورگ
فلوسنبورگ (به آلمانی: Flossenbürg) یک شهر در آلمان است که در Neustadt an der Waldnaab واقع شده‌است. فلوسنبورگ ۱٬۷۴۹ نفر جمعیت دارد.